# Lecithodendrium breckenridgei
Lecithodendrium breckenridgei är en plattmaskart. Lecithodendrium breckenridgei ingår i släktet Lecithodendrium och familjen Lecithodendriidae. Inga underarter finns listade i Catalogue of Life.